# Кильтень
Кильтень (Кільтен, Кільтінка) — річка в Україні, у межах Новоукраїнського та Голованівського районів Кіровоградської області. Ліва притока Великої Висі (басейн Південного Бугу).

## Назва
За данними Державного кадастру вод України, річка має назву Кильтень. Проте, місцеві жителі частіше вживають назву Кільтен чи Кільтінка.

## Опис
Довжина річки 39 км, площа басейну 282 км². Долина завширшки до 2,5 км, завглибшки до 50 м. Річище звивисте, його пересічна ширина 5 м. Похил річки 1,9 м/км. Споруджено декілька ставків, зокрема у селищі Смоліне, де споруджена дамба зі зливом, що утворює озеро у міській частині селища.

## Розташування
Річка бере початок на схід від села Хмельового. Тече спочатку захід і північний захід. Впадає до Великої Висі в південно-західній частині села Надлак.
На річці розташоване селище Смоліне та такі села, як Червона Поляна, Хмельове, Новогригорівка, Новопетрівка, Успенівка, Нововознесенка, Якимівка, Виноградне, Миропіль та Надлак.

## Джерела

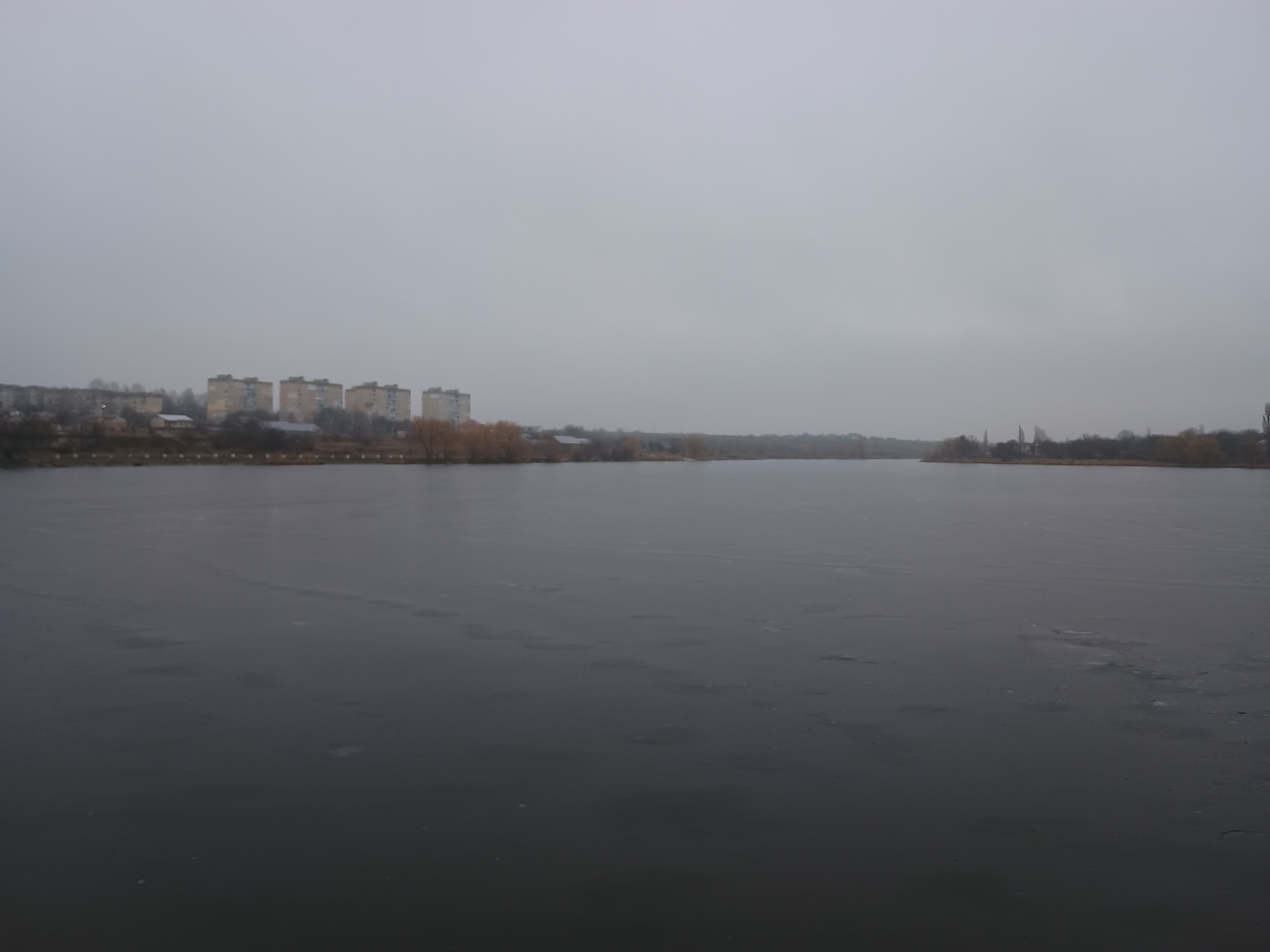
Кильтень видом з дамби в селищі Смоліне